# Miss Gibraltar
Miss Gibraltar, est un concours de beauté féminin, destiné aux jeunes femmes de Gibraltar. Le premier concours a été organisé par le journal Vox en 1959. La gagnante, Viola Abudarham était mariée et à cette époque, les conditions de participation n'empêchaient pas les femmes mariées à y participer jusqu'à ce que le concours soit repris en 1964 en imposant aux candidates d'être célibataire et sans enfants. Ce concours a été relancé par la société de télévision Gibraltar Broadcasting Corporation et est actuellement organisé par l'office du tourisme et le gouvernement de Gibraltar. 
Le concours est qualificatif à Miss Univers, Miss Monde, Miss Europe.

## Règlement de participation
Pour entrer dans le concours Miss Gibraltar, il faut :
- être de nationalité britannique ;
- être âgée d'au moins 17 ans et au maximum de 25 ans ;
- être résidente permanente à Gibraltar pendant les cinq années qui ont précédé la date du concours ;
- n'avoir jamais eu le titre de Miss Gibraltar que ce soit par élection ou par nomination subséquente et n'avoir jamais représenté Gibraltar au concours Miss Monde ;
- être célibataire et n'être pas mariée, que la cérémonie de mariage soit valide ou invalide ou soit religieuse ou civile ;
- être sans enfant ;
- être résidente permanente à Gibraltar pendant 12 mois qui suivent la date du concours ;
- n'avoir jamais participé à un concours de beauté pour représenter un autre pays ou un concours de beauté international.

## Lauréates
| Année | Lauréate                                | Age    | Taille | Notes | 1re dauphine           | 2e dauphine            |
| ----- | --------------------------------------- | ------ | ------ | --- | ---------------------- | ---------------------- |
| 1959  | Viola Abudarham (°1936-)                | 23 ans | 1,67 m | Elle est la seule gibraltarienne mariée à avoir été élue Miss Gibraltar depuis que les conditions de participation ne permet plus aux femmes mariées d'y participer au concours.                                                                                       |                        |                        |
| 1964  | Lydia Davis (°1945-)                    | 19 ans | 1,70 m | |                        |                        |
| 1965  | Rosemary Viñales (°1948-)               | 18 ans | 1,68 m | | Muriel Tacon           |                        |
| 1966  | Grace Valverde (°1948)                  | 17 ans | 1,78 m | Paquita Torres Pérez, Miss Espagne 1966 s'est retirée du concours Miss Monde 1966, refusant d'accepter la présence de Miss Gibraltar à la compétition. Elle est la mère de Michelle Torres, Miss Gibraltar 1992 et la tante de Melanie Chipolina, Miss Gibraltar 2005. | Janet Sawks            | Marie Carmen de la Paz |
| 1967  | Laura Bassadone                         |        |        | |                        |                        |
| 1968  | Sandra Sanguinetti (°1950)              | 18 ans | 1,70 m | | Moira Canepa           | Angelita Bassadone     |
| 1969  | Marliou Chiappe (°1948-)                | 20 ans | 1,63 m | | Conchita Rocca         | Angelita Lavagna       |
| 1970  | Carmen Gomez (°1949-)                   | 20 ans | 1,65 m | | Yvonne Posso           | Christine Anthony      |
| 1971  | Lisette Chipolina (°1949-)              | 19 ans | 1,63 m | | Miriam Parody          | Christine Anthony      |
| 1972  | Rosemary Catania (°1954-)               | 17 ans | 1,63 m | | Christine Ghio         | Suzanne Chipolina      |
| 1973  | Josephine Rodriguez (°1956-)            | 17 ans | 1,57 m | | Emily McMahon          | Belinda Vinet          |
| 1974  | Patricia Orfila (°1955-)                | 19 ans | 1,55 m | | Susan Clifton          | Suzie Soiza            |
| 1975  | Lilian Lara (°1952-)                    | 23 ans | 1,70 m | |                        |                        |
| 1976  | Rosemary Parody (°1957-)                | 19 ans | 1,53 m | | Susan Costa            | Angela Guelchi         |
| 1977  | Lourdes Holmes (°1959-)                 | 18 ans | 1,57 m | | Gina Arnao             | Yvette Ocaña           |
| 1978  | Rosanna Bonfante (°1961-)               | 18 ans | 1,70 m | | Karen Cardona          | Susan Bonavia          |
| 1979  | Audrey Lopez (°1958-)                   | 21 ans | 1,60 m | | Christine Borge        | Joanna Brooks          |
| 1980  | Yvette Dominguez (°1961-)               | 18 ans | 1,73 m | | Pilar Wahnon           | Maria Elena Moreno     |
| 1981  | Michelle Lara (°1963-)                  | 18 ans | 1,63 m | |                        |                        |
| 1982  | Louise Gillingwater Pedersen (°1962-)   | 19 ans | 1,65 m | Elle est la mère de Michelle Gillingwater Pedersen, Miss Gibraltar 2011. | Giselle Ruiz           | Yvette Perera          |
| 1983  | Jessica Palao (°1964-)                  | 18 ans | 1,65 m | | Wanda Setter           | Carla Bonfante         |
| 1984  | Karina Hollands (°1966-)                | 17 ans | 1,80 m | | Wanda Setter           | Gail Francis           |
| 1985  | Gail Francis (°1963-)                   | 22 ans | 1,75 m | | Dominique Martinez     | Michelle Hollands      |
| 1986  | Dominique Martinez (°1966-)             | 20 ans | 1,70 m | | Maite Sanchez          | Gerry Searle           |
| 1987  | Maite Sanchez (°1968-)                  | 19 ans | 1,77 m | | Isabella Serra         | Gillaine Chappory      |
| 1988  | Tatiana Desoiza (°1965-)                | 23 ans | 1,78 m | | Anjette Jones          | Karen Felices          |
| 1989  | Audrey Gingel (°1970-)                  | 18 ans | 1,65 m | | Gerry Searle           | Joanne Aldorino        |
| 1990  | Sarah Yeats (°1972-)                    | 17 ans | 1,74 m | | Angelique Vassallo     | Nicole Jimenez         |
| 1991  | Ornella Costa (°1974-)                  | 17 ans | 1,74 m | | Gillaine de los Santos | Gail Summerfield       |
| 1992  | Michelle Torres (°1975-)                | 17 ans | 1,73 m | Elle est la fille de Grace Valverde, Miss Gibraltar 1966. | Gina Gaduzo            | Larissa Zarb           |
| 1993  | Jenifer Ainsworth (°1975-)              | 18 ans | 1,78 m | | Rachel Yeats           | Lynette Mifsud         |
| 1994  | Melissa Berllaque (°1977-)              | 17 ans | 1,74 m | | Lourdes Bebeagua       | Melanie Soiza          |
| 1995  | Monique Chiara (°1977-)                 | 17 ans | 1,60 m | | Tyrene Camilleri       | Justine Federico       |
| 1996  | Samantha Lane (°1979-)                  | 17 ans | 1,75 m | | Lianna Vinet           | Tallitha Field         |
| 1997  | Rossanna Ressa (°1979-)                 | 17 ans | 1,62 m | | Karina Sanchez         | Justine Hardy          |
| 1998  | Melanie Soiza (°1975-)                  | 22 ans | 1,58 m | | Aysha Pratts           | Sylvana Burns          |
| 1999  | Abigail Garcia (°1976-)                 | 22 ans | 1,72 m | | Katie Cload            | Magelle Ignacio        |
| 2000  | Tessa Sacramento (°1982-)               | 18 ans | 1,71 m | | Caireen Alcantara      | Aysha Pratts           |
| 2001  | Luann Richardson (°1982-)               | 18 ans | 1,61 m | | Sueyenne McNeice       | Lyzanne Zammitt        |
| 2002  | Natalie Monteverde (°1983-)             | 19 ans | 1,69 m | | Monique Chiara         | Bianca Chiara          |
| 2003  | Kim Falzun (°1983-)                     | 20 ans | 1,70 m | | Stephanie Martinez     | Ivanka Bensadon        |
| 2004  | Helen Gustafson (°1980-)                | 24 ans | 1,71 m | | Kelly Villalta         | Elaine Martinez        |
| 2005  | Melanie Chipolina (°1981-)              | 23 ans | 1,75 m | Elle est la nièce de Grace Valverde, Miss Gibraltar 1966. | Shyanne Almedia        | Kirian Lopez           |
| 2006  | Hayley O'Brien (°1985-)                 | 21 ans | 1,70 m | | Lian Lucia Falzun      | Angelique Ruiz         |
| 2007  | Danielle Perez (°1983-)                 | 23 ans | 1,78 m | | Chantal Santos         | Jordana Ryan           |
| 2008  | Krystle Robba (°1986-)                  | 21 ans | 1,78 m | | Samantha Enriles       | Kathryn Gonçalves      |
| 2009  | Kaiane Aldorino (°1986-)                | 23 ans | 1,74 m | Elle est la première gibraltarienne à remporter le titre de "Miss Monde 2009". Miss Monde Europe 2009. Maire de Gibraltar depuis le 6 avril 2017. | Maxine De La Rosa      | Jordana Lavagna        |
| 2010  | Larissa Dalli (°1987-)                  | 22 ans | 1,70 m | | Jemma Rocca            | Leandra Howe           |
| 2011  | Michelle Gillingwater Pedersen (°1987-) | 23 ans | 1,73 m | Elle est la fille de Louise Gillingwater Pedersen, Miss Gibraltar 1982. | Jessica Baldachino     | Chantal Canepa         |
| 2012  | Jessica Baldachino (°1987-)             | 24 ans | 1,83 m | Elle a été élue première dauphine de Michelle Gillingwater Pedersen, Miss Gibraltar 2011. Elle est d'origine danoise. | Kerrianne Massetti     | Christina Ainsworth    |
| 2013  | Maroua Kharbouch (°1990-)               | 22 ans | 1,73 m | Elle est la première gibraltarienne d'origine marocaine à être élue Miss Gibraltar. Top 6 au concours Miss Monde 2013. | Jamielee Randall       | Stacey Britto          |
| 2014  | Shyanne Azzopardi (°1991-)              | 22 ans | 1,64 m | | Kristy Torres          | Claire Nuñez           |
| 2015  | Hannah Bado (°1993-)                    | 22 ans | 1,72 m | | Bianca Pisharello      | Natalia Nunez          |
| 2016  | Kayley Mifsud (°1992-)                  | 24 ans | 1,65 m | | Joseanne Bear          | Aisha Benyahya         |
| 2017  | Jodie Garcia                            | 24 ans | 1,63 m | | Tessa Britto           | Sian Dean              |
| 2018  | Star Farrugia                           | 22 ans | 1,60 m | |                        |                        |
| 2019  | Celine Bolaños                          | 22 ans | 1,76 m | | Janice Sampere         | Jyza Balban            |

## Galerie

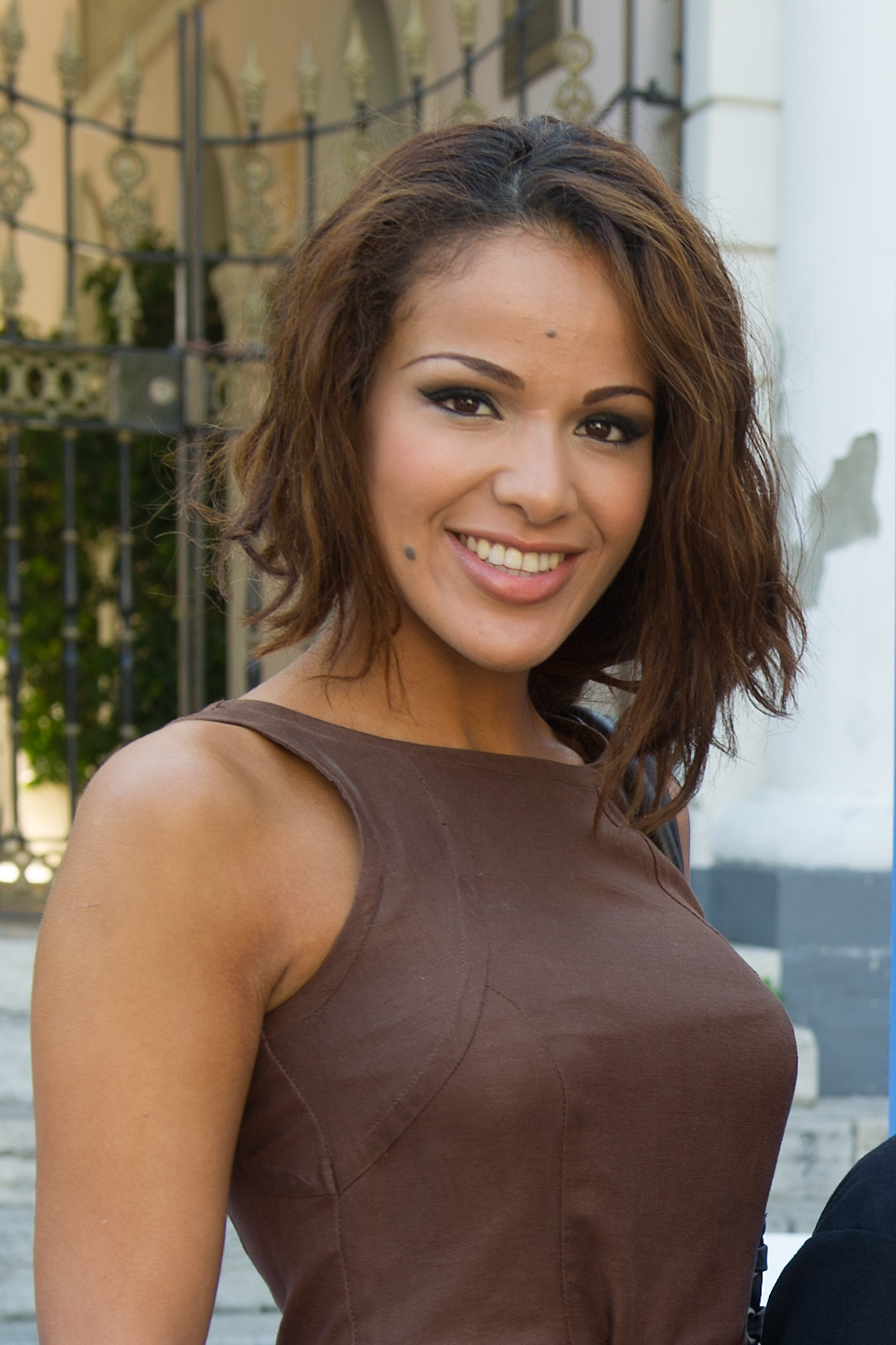
Maroua Kharbouch, Miss Gibraltar 2013.
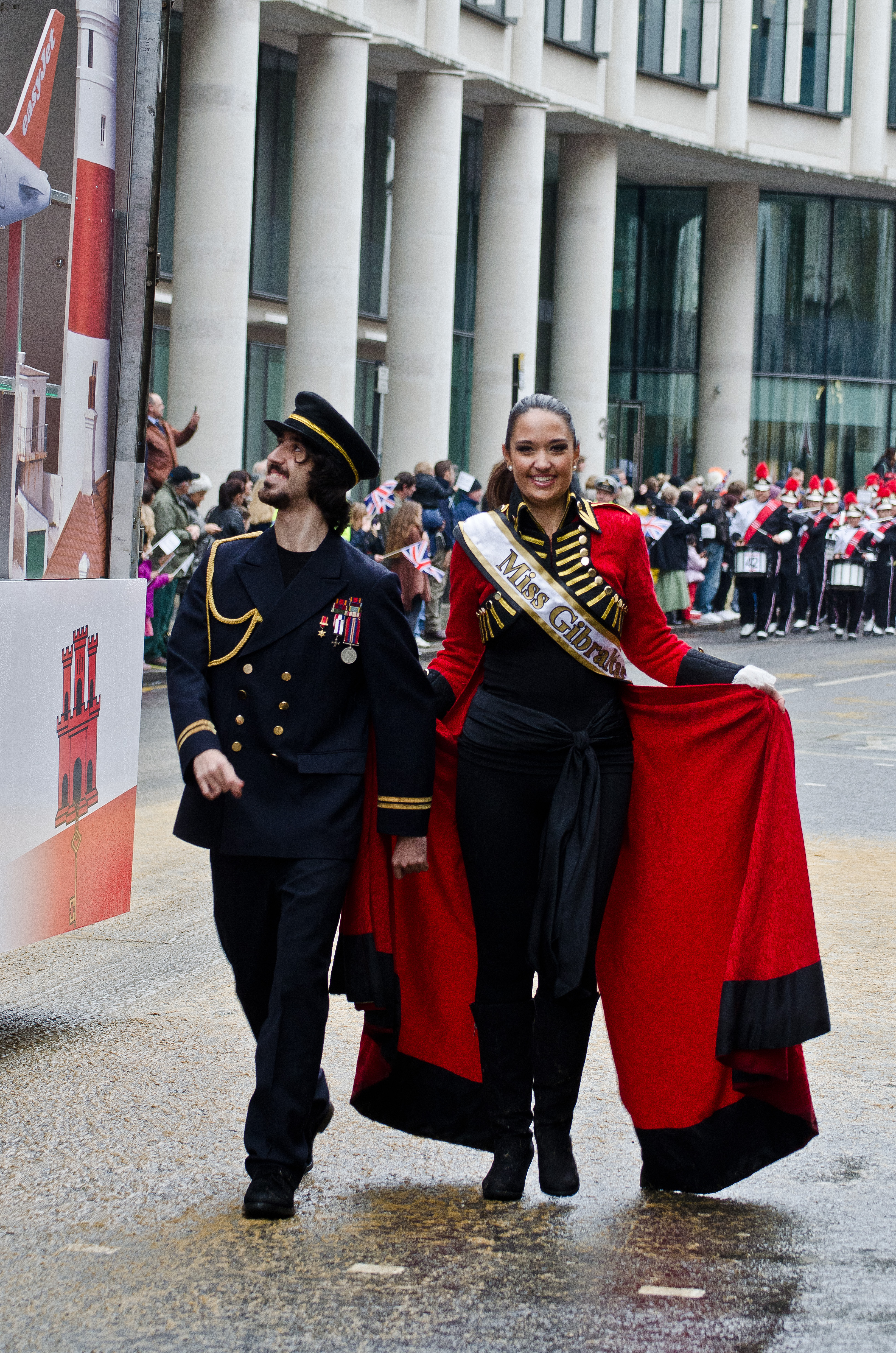
Jessica Baldachino, Miss Gibraltar 2012.
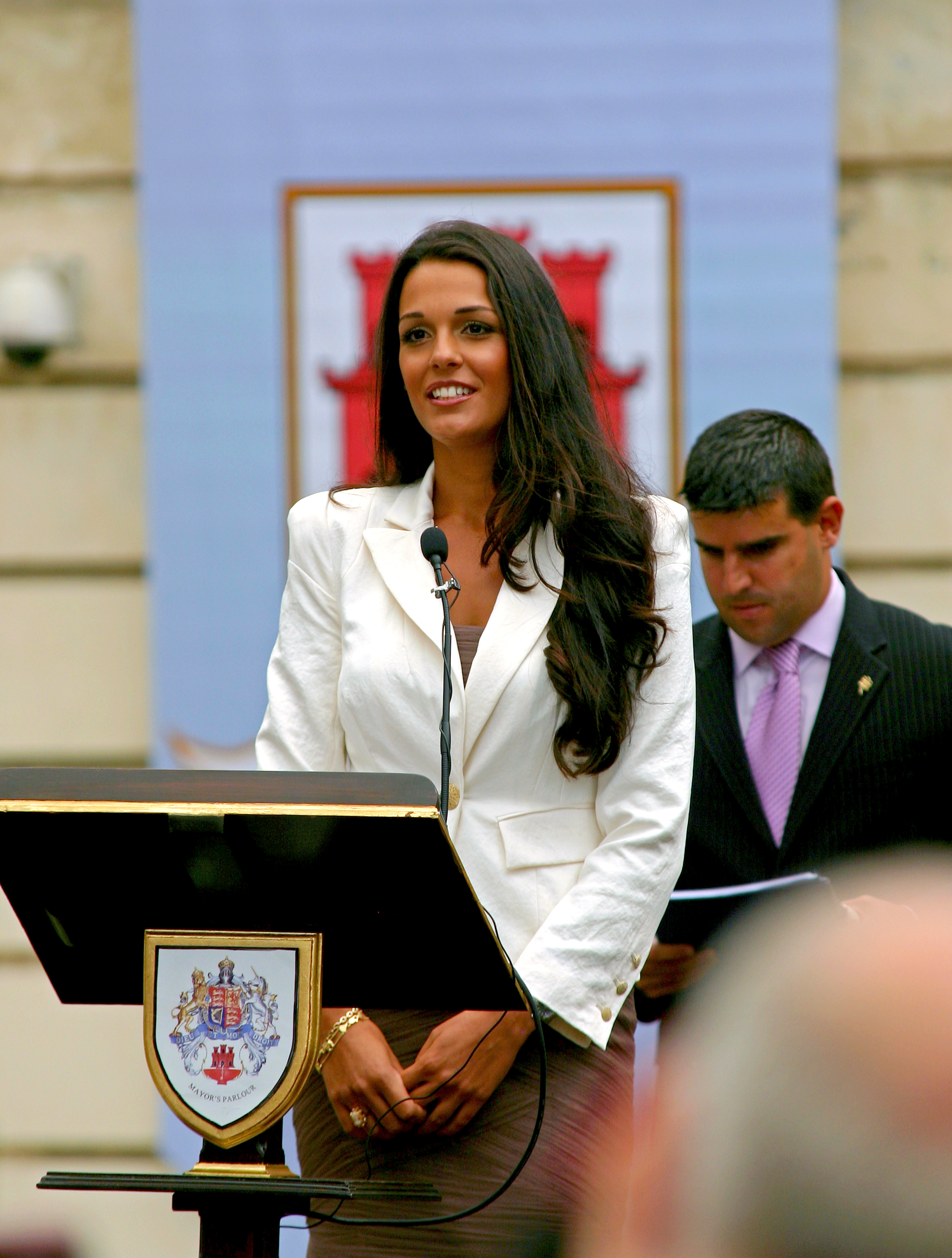
Kaiane Aldorino, Miss Gibraltar 2009.
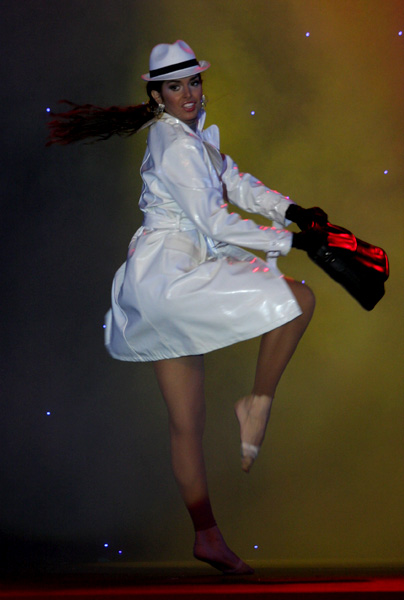
Krystle Robba, Miss Gibraltar 2008.
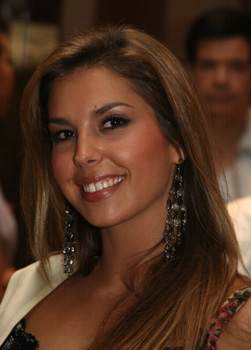
Danielle Perez, Miss Gibraltar 2007.

## Palmarès par prénom
| Rang | Prénom   | Nombre de Miss Gibraltar | Année(s)         |
| ---- | -------- | ------------------------ | ---------------- |
| 1    | Michelle | 3                        | 1981, 1992, 2011 |
| 2    | Rosemary | 3                        | 1965, 1972, 1976 |
| 3    | Jessica  | 2                        | 1983, 2012       |
| 4    | Melanie  | 2                        | 1998, 2005       |
| 5    | Audrey   | 2                        | 1979, 1989       |